# Asunto Ben Barka
Se llama asunto Ben Barka (o, en francés, affaire Ben Barka) al secuestro, y posterior asesinato del dirigente político opositor de origen marroquí Mehdi Ben Barka, perpetrado, al parecer, por los servicios secretos marroquíes con el beneplácito de los franceses en 1965. La desaparición de Ben Barka es uno de los hechos más relevantes de la etapa de la historia del Marruecos moderno conocida como  años de plomo. Aunque gran parte de las circunstancias de su secuestro han sido dilucidadas por la investigación posterior, otras siguen sin aclararse, como la ramificación de las responsabilidades de su asesinato o el paradero de sus restos.
Ben Barka fue secuestrado el 29 de octubre de 1965 en la puerta de la parisina brasserie Lipp, situada en el número 151 del bulevar Saint-Germain, cuando se dirigía en compañía del estudiante Thami Azemmuri, un compatriota, a una cita con el cineasta Georges Franju. Unos policías franceses de paisano abordaron al opositor marroquí y le hicieron subir a un coche, mientras que unos marroquíes ahuyentaban a Azemmuri. Desde ese momento no se volvió a ver a Ben Barka.
Tras constatarse su desaparición, atribuida a los servicios secretos marroquíes, se inició en Francia la investigación correspondiente, que seguía abierta a mediados del año 2006. Las autoridades marroquíes han negado siempre su responsabilidad en la desaparición del líder opositor, y las francesas, por su parte, negaron rápidamente su participación en el secuestro. El general De Gaulle, presidente de la República, declaró en su rueda de prensa del 21 de febrero de 1966 que «nada, absolutamente nada, indica que el contraespionaje o la policía, como tales y en su conjunto, conocieran la operación o que a fortiori la hayan cubierto». Esta afirmación, que se hizo famosa, fue desmentida por las investigaciones posteriores, que demostraron que el Servicio de Documentación Exterior y Contraespionaje (SDECE) estaba al corriente de los preparativos del secuestro.

## El secuestro
Ben Barka había sido contactado meses antes por un hombre llamado Georges Figon, que se presentaba como productor de una película sobre la descolonización, titulada Basta!, que iba a ser dirigida por el cineasta Georges Franju, con guion de Marguerite Duras; Ben Barka debía ser el «asesor histórico». En realidad no existía tal proyecto de película, aunque tanto Franju como Duras llegaran a creer que sí: era todo un cebo montado por Figon, quien trabajaba para un hombre no identificado que se hacía llamar Larbi Chtouki y que se presentaba como agente de las instituciones marroquíes. El objetivo era atraer a Ben Barka al punto en el que debía ser secuestrado, la brasserie Lipp en París, a donde se dirigía para ultimar detalles con Franju, el periodista Philippe Bernier (parte de la conspiración) y Figon.
A las 12 y 25 de la mañana de aquel 29 de octubre, cuando Ben Barka y Azemmuri se disponían a entrar en el bar, unos policías de la brigada de estupefacientes, los inspectores Louis Souchon y Roger Voitrot abordaron a Ben Barka y le pidieron que les siguiera «para encontrarse con un responsable francés». El líder marroquí estaba citado el día siguiente con el presidente De Gaulle, así que, quizás pensando que se había adelantado el encuentro, tras solicitar la documentación de los agentes, subió al Peugeot 403 de éstos sin oponer resistencia. Mientras, unos marroquíes habían apartado a Azemmuri y le ordenaban que desapareciera.
La operación ha sido en gran medida planeada por Antoine López, jefe de escala de Air France en el aeropuerto de Orly de la capital francesa (es él quien indica a los secuestradores que Ben Barka ha llegado a Orly esa mañana) y colaborador habitual del SCEDE. López es quien recluta a los agentes que participan en el secuestro, así como a los mercenarios franceses que proporcionarán el escondite y la ayuda necesaria a los agentes marroquíes. Un miembro de la embajada de Marruecos, Ghali El-Mahi, participa también en los preparativos.
Ben Barka fue conducido a un chalet de Fontenay-le-Vicomte (Essonne), propiedad de Georges Boucheseiche, empresario y antiguo agente de la Gestapo, amigo y vecino de López y colaborador habitual de los barbouzes, la policía paralela de De Gaulle que lucha contra la OAS. Con Bouseseiche, al que llaman Monsieur Jo, se encuentra su banda: André Le Ny, Pierre Dubail y Jean Palisse, a los que se une poco después Georges Figon. Ben Barka es encerrado en una habitación del primer piso. No se sabe a ciencia cierta qué ocurrió en el chalet; únicamente que Ben Barka murió allí a manos de sus secuestradores, y según varios testimonios, en concreto a manos del general Mohammed Ufqir, ministro del Interior de Marruecos que llega a Fontenay al día siguiente.

### ¿Por qué murió Ben Barka?
Algunas fuentes, como las declaraciones que haría Figon, indican que Ben Barka fue torturado intencionadamente hasta la muerte por Ufqir, que era, además de un alto cargo del Estado marroquí, enemigo personal de Ben Barka. El antiguo agente secreto español Luis Manuel González-Mata afirmó en sus memorias que Ufqir le habría contado que el objetivo de la tortura era obtener un poder de Ben Barka para poder sacar de un banco de Ginebra (Suiza) los archivos del opositor, lo que se habría conseguido. Otras opiniones apuntan a que el objetivo no era matar a Ben Barka sino advertirle, amenazarle, conminarle quizá a cesar en su actividad de denuncia. Un intento de huida del líder socialista habría provocado una respuesta excesivamente violenta por parte de sus captores, ocasionándole la muerte sin quererlo. Ben Barka murió por falta de oxígeno libre en su Aparato respiratorio. Ben Barka fue hecho desaparecer por qué era el alma de la Primera Conferencia Tricontinental de La Habana en enero de 1966, con él se asesinaba también un posible éxito de esta reunión. Su desaparición fue una manifestación de poder frente a la oposición en Marruecos, a los pueblos de la Francofonía y a todos que tienen dudas sobre el orden del mundo.

## El proceso judicial
La investigación policial y judicial por la desaparición empieza el sábado 30 de octubre de 1965, desencadenada por una denuncia de Abd al-Qader Ben Barka, hermano de Mehdi, y por la prensa, alertados por el estudiante Azemmuri, testigo del rapto. El comisario Maurice Bouvier descubre pronto que Ben Barka ha sido secuestrado por marroquíes con la ayuda de los dos policías franceses Souchon y Voitrot, actuando bajo las órdenes de López, del SCEDE, y aparentemente de acuerdo con sus superiores. El 2 de noviembre la policía pone bajo vigilancia el chalet de Boucheseiche en Fontenay-le-Vicomte y la casa de López en un pueblo inmediato. Se piensa ya que el secuestro tiene que ver con el retorno de Ben Barka a Marruecos y con las altas instancias del reino alauí, pero se decide no molestar a Ufqir y Dlimi, que están de visita en París y que regresan a Marruecos el día 4. El 5 de noviembre López ingresa en prisión; Souchon y Voitrot lo harán el 13 y entremedias se dicta una orden de extradición contra los mercenarios Georges Boucheseiche, Julien Le Ny y Pierre Dubail, que han huido a Marruecos. Es acusado también Philippe Bernier, el periodista citado con Ben Barka en la brasserie Lipp junto a Franju y Figon. Éste, sin embargo, no es localizado por la policía, y sí, por el contrario, por la prensa, a quien hará una confesión.

### «Yo he visto matar a Ben Barka»
El 10 de enero de 1966 el semanario L'Express publicó, bajo el título «Yo he visto matar a Ben Barka», unas declaraciones de Georges Figon (aunque él lo desmintió poco después) en las que se aseguraba que Ben Barka había sido torturado hasta la muerte en el sótano del chalet de López en Ormoy, localidad cercana a Fontenay-le-Vicomte, por el comandante marroquí Ahmed Dlimi y el general Mohammed Ufqir. Es el primer testimonio público sobre lo ocurrido a Ben Barka, aun cuando el título es una exageración, pues Figon no ha visto morir a Ben Barka, y contiene un dato erróneo, el del chalet de López, probablemente con intención de exculpar a Boucheseiche y su banda, que no han sido detenidos. 
El juez Louis Zollinger dicta el 20 de enero una orden de arresto contra Ufqir y Dlimi. También será inculpado Marcel Le Roy-Finville, superior de López en el SDECE. Entretanto, la policía ha conseguido localizar a Figon el día 17: muerto en su domicilio, por suicidio según la investigación. Ésta, por otra parte, queda paralizada: al haber dos agentes de policía implicados, el juez Zollinger no puede seguir recurriendo a los servicios de la policía, de acuerdo con la legislación francesa, lo que en la práctica dificulta ir más lejos en el esclarecimiento de los hechos.
El juicio comienza en septiembre de 1966 y es interrumpido el 19 por la inesperada aparición de Ahmed Dlimi, que llega a Francia para entregarse y así, según dice, defender su inocencia y lavar el honor de su país. El 5 de junio de 1967 se reabre la sesión. El tribunal pronuncia las siguientes sentencias: Georges Boucheseiche, Jean Palisse, Julien Le Ny y Pierre Dubail son condenados a cadena perpetua. Ahmed Dlimi, Ghali El-Mahi, Roger Voitot, Marcel Le Roy-Finville y Philippe Bernier son absueltos. Antoine López y Louis Souchon son condenados a seis años de cárcel. Mohammed Ufqir es condenado a cadena perpetua en rebeldía. 
En 1975, Bashir Ben Barka, hijo de Mehdi, consigue que se reabra la investigación a partir de un papel encontrado en el cadáver de Figon, cuya autoría se atribuye al abogado Pierre Lemarchand, jefe de los barbouzes en Argelia. En 1982 el juez Pinsseau logra acceder a los escasos documentos del SCEDE sobre el caso Ben Barka que están desclasificados: los que inculpan a López y Leroy-Finville.
La instrucción sigue abierta. Sin embargo, la mayoría de los testigos conocidos del caso han muerto: Figon el 17 de enero de 1966. Bouseseiche, Dubail y Le Ny, refugiados en Marruecos, murieron en 1974 en el centro de detención clandestino Dar al-Muqri, en Rabat, tras haber estado en arresto domiciliario por su supuesta participación en un complot contra Hasan II. Thami Azemmuri, el estudiante que acompañaba a Ben Barka y fue testigo de su secuestro, fue encontrado muerto, oficialmente por suicidio, en 1971 en París. El general Ufqir murió en 1972, tras conocerse su participación en un complot contra Hasan II. Palisse murió de cáncer en Marruecos en 1979. Finalmente, Ahmed Dlimi, que con el tiempo se convirtió en número dos del régimen alauí, murió en 1982, oficialmente en un accidente de tráfico. De este modo, de todas las personas conocidas que participaron en la operación (y que podrían por tanto arrojar luz sobre ella) sólo quedarían con vida dos agentes marroquíes, Milud Tunsi (a quien se identifica como el misterioso Chtouki) y Bubker Hasuni.

### Órdenes de detención
En 2007 el juez instructor francés Patrick Ramaël firmó órdenes de detención contra Milud Tunsi, contra el jefe de la Gendarmería marroquí, el general Hosni Bensliman, contra el antiguo jefe del servicio secreto Abdelhak Kadiri y su agente Abdelhak Achaachi, que perteneció a una unidad de élite de los servicios secretos. La razón esgrimida fue la falta de cooperación de la justicia marroquí para interrogar a estas personas en Marruecos. Bensliman es el militar de más alta graduación del reino y persona muy cercana al rey, por lo que la orden de detención suscitó inquietudes a nivel diplomático y el Ministerio de Justicia francés, a la sazón dirigido por Rachida Dati, se negó durante dos años a cursarla a Interpol. Finalmente Interpol la dictó el 1 de octubre de 2009, pero fue retirada 24 horas más tarde, aduciendo defectos de forma. En palabras del hijo de Ben Barka: 

La opinión pública puede ver hoy una muestra de lo que nuestra familia soporta desde hace 44 años : la razón de Estado se mofa de nuestro derecho a la verdad. [...] No hay que olvidar cómo se originan esas órdenes de detención. Si se dictaron fue porque la justicia marroquí se había negado a interrogar a estas personalidades. Al juez Patrick Ramaël no le quedaba más remedio que detenerlas para poder interrogarlas.

Bensliman y el resto de las personas reclamadas aparecieron en una lista de 44 personas clave de la represión durante el régimen de Hasan II publicada por la Asociación Marroquí de Derechos Humanos en 2001 y elaborada a través de testimonios de víctimas del terror de Estado. 
Bensliman fue condecorado en 2005 con la gran cruz de la Orden de Isabel la Católica por el Consejo de Ministros español en vísperas de la visita de los reyes de España a Marruecos.

## Testimonios y teorías sobre el asunto Ben Barka

### Las revelaciones de Ahmed Bujari
A finales de junio de 2001 el antiguo agente de la seguridad marroquí Ahmed Bujari hizo importantes revelaciones sobre el asunto Ben Barka en una entrevista publicada a la vez en el diario francés Le Monde y el semanario marroquí Le Journal, revelaciones que ampliaría al año siguiente en un libro, Le secret, Ben Barka et le Maroc (El secreto, Ben Barka y Marruecos). Según Bujari, el propósito del secuestro de Ben Barka era trasladarle a Marruecos, pero murió accidentalmente a manos de sus captores en el chalet de Bouseseiche. El cuerpo llegó a Rabat la noche del 31 de octubre y disuelto en una gran cuba llena de ácido en el centro de detención de Dar al-Muqri. Según Bujari, él mismo fue el encargado de adquirir el recipiente, y la operación fue filmada por orden de Hasan II para que el monarca pudiera ver el fin de Ben Barka. Bujari dice también que la CIA dio apoyo a la operación, interesada como estaba en dar un golpe a la conferencia Tricontinental haciendo desaparecer a su principal actor (y efectivamente, la Tricontinental apenas sobrevivió a Ben Barka). Según Bujari, un tal coronel Martin, agente de la CIA en Marruecos, supervisó la operación de desaparición del cadáver. Bujari añade que Martin había conocido este método para hacer desaparecer a los adversarios durante su estancia en Irán tras el derrocamiento del gobierno de Mosaddeq. 
Los testimonios de Bujari han sido tachados de «impostura» por el periodista Hamid Barrada, un antiguo disidente cercano al círculo de Ben Barka de quien Bujari dice en su libro que fue colaborador de los servicios secretos marroquíes y que participó en el seguimiento que éstos hicieron al opositor marroquí en los meses previos a su secuestro. En medios oficialistas se suele defender la opinión de Barrada (quien es hoy un ferviente defensor del statu quo), mientras que desde medios críticos con el sistema político marroquí se suele dar crédito a Bujari. 

### Las revelaciones deAli Bourequat
Este empresario francomarroquí, que pasó diez años encerrado en una de las prisiones clandestinas de Hasan II, afirmó haberse encontrado durante su periplo por los subterráneos del Estado con Pierre Dubail, uno de los protagonistas del asunto Ben Barka. Dubail confirmó que los jefes inmediatos de la operación fueron Ufqir y Dlimi, que torturaron a Ben Barka hasta la muerte, y afirmó que todo se hizo con ayuda de los servicios secretos franceses. En cuanto al destino del cadáver, Dubail, según Bourequat, dijo que había sido enterrado en un sarcófago de cemento en Francia, cerca del lugar donde fue asesinado, excepto la cabeza, que se llevó a Marruecos por orden expresa de Hasan II, que quería cerciorarse de la muerte de su enemigo, y luego enterrada en Dar al-Muqri.

### Las revelaciones deLucien Aimé-Blanc
El comisario Aimé-Blanc fue director adjunto de la brigadas de estupefacientes y antimafia de la policía francesa, y luego responsable de la Oficina Central para la Represión del Bandidismo entre 1977 y 1980. En abril de 2006, ya jubilado, publicó L'Indic et le commissaire [El soplón y el comisario], libro en el que hace varias revelaciones sobre la participación oculta de los servicios de seguridad franceses en diferentes tramas, como el asesinato de Ben Barka. Según Aimé-Blanc, todos los actores de la desaparición del opositor marroquí habían sido objeto de escuchas por parte del SDECE, que había colocado micrófonos en el hotel donde se estuvieron reuniendo a lo largo de un mes para ultimar los detalles del secuestro. Aimé-Blanc tuvo acceso a la transcripción de esas escuchas en 1966, siendo adjunto de la brigada antimafia, y publica algunos extractos en su libro. Según Aimé-Blanc, sendas copias de las transcripciones de esta clase de escuchas eran en la época invariablemente remitidas al Ministerio del Interior y al gabinete del primer ministro, entonces jefe del SDECE. Para el comisario la implicación de los servicios de inteligencia franceses en el asunto está clara, pues sabiendo bien lo que se tramaba no hicieron nada para impedirlo.

### Los archivos del SDECE y de la CIA
En 1976, el gobierno de Estados Unidos reconoció, en respuesta a requerimientos efectuados en el marco de la Freedom of Information Act (legislación sobre el acceso público a los archivos federales), que la CIA poseía 1800 documentos sobre Ben Barka y su desaparición, pero siguen estando clasificados.
En Francia, tras la victoria socialista de 1982 se abrieron al público los archivos de la SDECE. Sin embargo, buena parte de lo concerniente a Ben Barka había desaparecido. Otros documentos sobre el caso han sido declasificados a lo largo de los años, pero la familia del opositor marroquí considera que no arrojan especial luz sobre el asunto.